# الحصن (ابین)
الحصن (ابین) (به عربی: الحصن) یک منطقهٔ مسکونی در یمن است که در استان ابین واقع شده‌است.